# Abbaye de l'Assomption d'Ava
L'abbaye de l'Assomption (Assumption Abbey) est une abbaye de moines trappistes) située aux États-Unis à Ava dans le Missouri. Fondée en 1950, elle reste d'une taille très modeste. Confrontée au début du XXIe siècle à une baisse des vocations et à une augmentation de la moyenne d'âge, la communauté trappiste décide d'une passation progressive du monastère à la congrégation cistercienne vietnamienne, alors en pleine croissance. En 2019, le monastère compte onze moines.

## Localisation et toponymie
L'abbaye de l'Assomption est située dans les monts Ozarks, à une vingtaine de miles à vol d'oiseau au sud-est d'Ava, au sud de l'État du Missouri, au cœur de la forêt, à environ trois cents mètres d'altitude,,.
Ayant été fondée en 1950, l'année de la proclamation du dogme de l'Assomption par Pie XII, l'abbaye porte le nom de ce dogme.

## Histoire

### Fondation
L'abbaye est fondée le 24 septembre 1950 par cinq moines venus de New Melleray, grâce à un don d'un habitant qui souhaitait voir s'établir un lieu de prière. Le premier édifice est construit au bord de la rivière, environ 80 mètres plus bas que le site actuel ; mais rapidement, le site du sommet de la colline proche s'avère plus approprié.
L'abbaye reste modeste. Au début des années 1960, elle connaît sa plus grande communauté, avec une trentaine de moines.

### Changement de communauté
Confrontée à un vieillissement des moines, et à une forte diminution des vocations religieuses, la communauté de l'Assomption se pose au début du XXIe siècle la question de fermer l'abbaye ; toutefois, le maintien d'un monastère contemplatif dans le diocèse semble suffisamment important à la communauté pour persévérer. Vers cette époque, un abbé de la Congrégation cistercienne vietnamienne (vi) visite l'abbaye d'Ava et témoigne de l'afflux des vocations cisterciennes dans son pays. Après un temps de réflexion et de prière, les moines américains décident de céder le monastère à la congrégation vietnamienne. La transition est vécue en douceur, avec à partir de 2013 une arrivée progressive de frères asiatiques, tandis que les cisterciens américains demeurent sur place, comme hôtes ; dans un second temps, l'expérience ayant été jugée positive, à partir du 15 août 2019, l'abbaye change officiellement de congrégation et les premiers occupants, tout en demeurant sur place, ont désormais un statut perpétuel d'invités,.

## Vie de la communauté
Les deux communautés, trappiste originelle et cistercienne vietnamienne, sont connues pour leur activité de pâtisserie, et pour les trente mille gâteaux confectionnés chaque année dans les ateliers du monastère, de février à décembre. Cette activité bénéficie à ses débuts, dans les années 1950,, des conseils du chef Jean-Pierre Augé, ancien cuisinier du duc et de la duchesse de Windsor. C'est lui en particulier qui suggère aux moines d'ajouter des fruits confits aux gâteaux préparés,. Aux débuts, le climat relativement doux incite les moines trappistes à essayer diverses cultures, mais celles-ci s'avèrent peu productives à cause de la pauvreté des sols. Un essai de créer une gravière dans le Teeter Creek s'avère également infructueux.

## Architecture
Le monastère actuel, dont les bâtiments couvrent environ 2 300 mètres carrés, est construit entre 1960 et 1971, pour un coût de 350 000 dollars.